# HD 102272
HD 102272 è una stella gigante arancione di classe spettrale K a circa 800 anni luce da noi nella costellazione del Leone. Nel 2008, sono stati scoperti due pianeti extrasolari orbitare attorno alla stella.

## Sistema planetario
Nel giugno 2008 sono stati identificati due pianeti extrasolari orbitare la stella, attraverso lo studio sulle velocità radiali e l'Hobby-Eberly Telescope. I dati sulla velocità radiale mostrano chiaramente la presenza del pianeta interno HD 102272 b.  Anche se vi è evidenza di un altro pianeta, non ci sono dati sufficienti per determinare in modo inequivocabile la sua orbita.
| Pianeta | Massa         | Periodo orb.         | Sem. maggiore   | Eccentricità |
| ------- | ------------- | -------------------- | --------------- | ------------ |
| b       | >5.9 ± 0.2 MJ | 127.58 ± 0.30 giorni | 0.614 ± 0.001UA | 0.05 ± 0.04  |
| c       | >2.6 ± 0.4 MJ | 520 ± 26 giorni      | 1.57 ± 0.05UA   | 0.68 ± 0.06  |